# TFF 1. Lig 2013-2014
La TFF 1. Lig 2013-2014 è la 13ª edizione della TFF 1. Lig, la seconda serie del campionato turco di calcio. Il campionato è iniziato il 17 agosto 2013 e si è chiuso il 18 maggio 2014.

## Formula
Le 19 squadre si affrontano in un girone di andata e ritorno per un totale di 34 partite.
Le prime due classificate verranno promosse in Süper Lig.
Le ultime quattro sono retrocesse in TFF 2. Lig, la serie C turca.

## Squadre partecipanti

### Squadre 2013-2014
Di seguito le squadre che partecipano alla stagione 2013-2014:
| Club                | Città         | Stadio                         | Stagione 2012-2013       |
| ------------------- | ------------- | ------------------------------ | ------------------------ |
| Ankaraspor          | Ankara        | Stadio del 19 maggio di Ankara |                          |
| 1461 Trabzon        | Trebisonda    | Stadio Hüseyin Avni Aker       | 3 posto                  |
| Adanaspor           | Adana         | Adana 5 Ocak Stadium           | 8 posto                  |
| Adana Demirspor     | Adana         | Adana 5 Ocak Stadium           | 7 posto                  |
| Balıkesirspor       | Balıkesir     | Balıkesir Atatürk Stadı        | 1 posto TFF 2. Lig       |
| Boluspor            | Bolu          | Bolu Atatürk Stadyumu          | 10 posto                 |
| Bucaspor            | Smirne        | Buca Arena                     | 5 posto                  |
| Denizlispor         | Denizli       | Stadio Atatürk di Denizli      | 11 posto                 |
| Fethiyespor         | Fethiye       | Fethiye İlçe Stadyumu          | vincitore play-off 2.Lig |
| Gaziantep           | Gaziantep     | Kamil Ocak Stadyumu            | 13 posto                 |
| İstanbul Başakşehir | Istanbul      | Stadio Olimpico Atatürk        | 16 posto Süper Lig       |
| Kahramanmaraşspor   | Kahramanmaraş | 12 Şubat Stadyumu              | 1 posto TFF 2. Lig       |
| Karşıyaka           | Smirne        | İzmir Alsancak Stadium         | 9 posto                  |
| Manisaspor          | Manisa        | Manisa 19 Mayıs Stadı          | 4 posto                  |
| Mersin İ. Yurdu     | Mersin        | Yeni Mersin Stadyumu           | 18 posto Süper Lig       |
| Orduspor            | Ordu          | Stadi 19 Eylül Stadyumu        | 17 posto Süper Lig       |
| Samsunspor          | Samsun        | Samsun 19 Mayıs                | 14 posto                 |
| Şanlıurfaspor       | Şanlıurfa     | Sanliurfa Stadyumu             | 12 posto                 |
| Tavşanlı Linyitspor | Kütahya       | Dumlupınar Stadyumu            | 15 posto                 |

## Classifica
|  | Pos. | Squadra             | Pt | G  | V  | N  | P  | GF | GS | DR  |
|  | ---- | ------------------- | -- | -- | -- | -- | -- | -- | -- | --- |
|  | 1.   | İstanbul Başakşehir | 78 | 36 | 24 | 6  | 6  | 76 | 38 | +38 |
|  | 2.   | Balıkesirspor       | 73 | 36 | 22 | 7  | 7  | 56 | 33 | +23 |
|  | 3.   | Orduspor            | 71 | 36 | 21 | 8  | 7  | 47 | 31 | +16 |
|  | 4.   | Ankaraspor          | 66 | 36 | 18 | 12 | 6  | 61 | 35 | +26 |
|  | 5.   | Samsunspor          | 65 | 36 | 17 | 14 | 5  | 61 | 36 | +25 |
|  | 6.   | Mersin İ. Yurdu     | 60 | 36 | 16 | 12 | 8  | 56 | 43 | +13 |
|  | 7.   | Manisa              | 54 | 36 | 16 | 6  | 14 | 55 | 47 | +8  |
|  | 8.   | Karşıyaka           | 49 | 36 | 13 | 10 | 13 | 51 | 49 | +2  |
|  | 9.   | Bucaspor            | 46 | 36 | 14 | 4  | 18 | 47 | 59 | -12 |
|  | 10.  | Denizlispor         | 46 | 36 | 14 | 4  | 18 | 42 | 56 | -14 |
|  | 11.  | Şanlıurfaspor       | 45 | 36 | 12 | 9  | 15 | 46 | 49 | -3  |
|  | 12.  | Adanaspor           | 43 | 36 | 11 | 10 | 15 | 51 | 55 | -4  |
|  | 13.  | Adana Demirspor     | 43 | 36 | 11 | 10 | 15 | 58 | 63 | -5  |
|  | 14.  | Gaziantep           | 41 | 36 | 10 | 11 | 15 | 30 | 47 | -17 |
|  | 15.  | Boluspor            | 40 | 36 | 10 | 10 | 16 | 34 | 47 | -13 |
|  | 16.  | Fethiyespor         | 38 | 36 | 10 | 8  | 18 | 47 | 59 | -12 |
|  | 17.  | 1461 Trabzon        | 35 | 36 | 7  | 14 | 15 | 49 | 58 | -9  |
|  | 18.  | Tavşanlı Linyitspor | 34 | 36 | 9  | 7  | 20 | 39 | 67 | -28 |
|  | 19.  | Kahramanmaraşspor   | 14 | 36 | 2  | 8  | 26 | 31 | 76 | -45 |

Legenda:

      Promosse in Süper Lig 2014-2015
 Ammessa ai Play-off
      Retrocessa in TFF 2. Lig 2014-2015

Regolamento:
Tre punti a vittoria, uno a pareggio, zero a sconfitta.

## Verdetti

### Promosse in Super Lig
- İstanbul Başakşehir
- Balıkesirspor
- Mersin İ. Yurdu

### Retrocesse in TFF 2.lig
- Fethiyespor
- 1461 Trabzon
- Tavşanlı Linyitspor
- Kahramanmaraşspor